# بيتر إيجيه
بيتر إيجيه (بالإنجليزية: Peter Ijeh)‏ (28 مارس 1977 لاغوس نيجيريا - ) هو لاعب كرة قدم نيجيري، يلعب كمهاجم.

## وصلات خارجية
بيتر إيجيه على موقع قاعدة بيانات كرة القدم.إي يو (الإنجليزية)
- بيتر إيجيه على موقع ناشيونال فوتبول تيمز (الإنجليزية)